# Schloss Sundbyholm

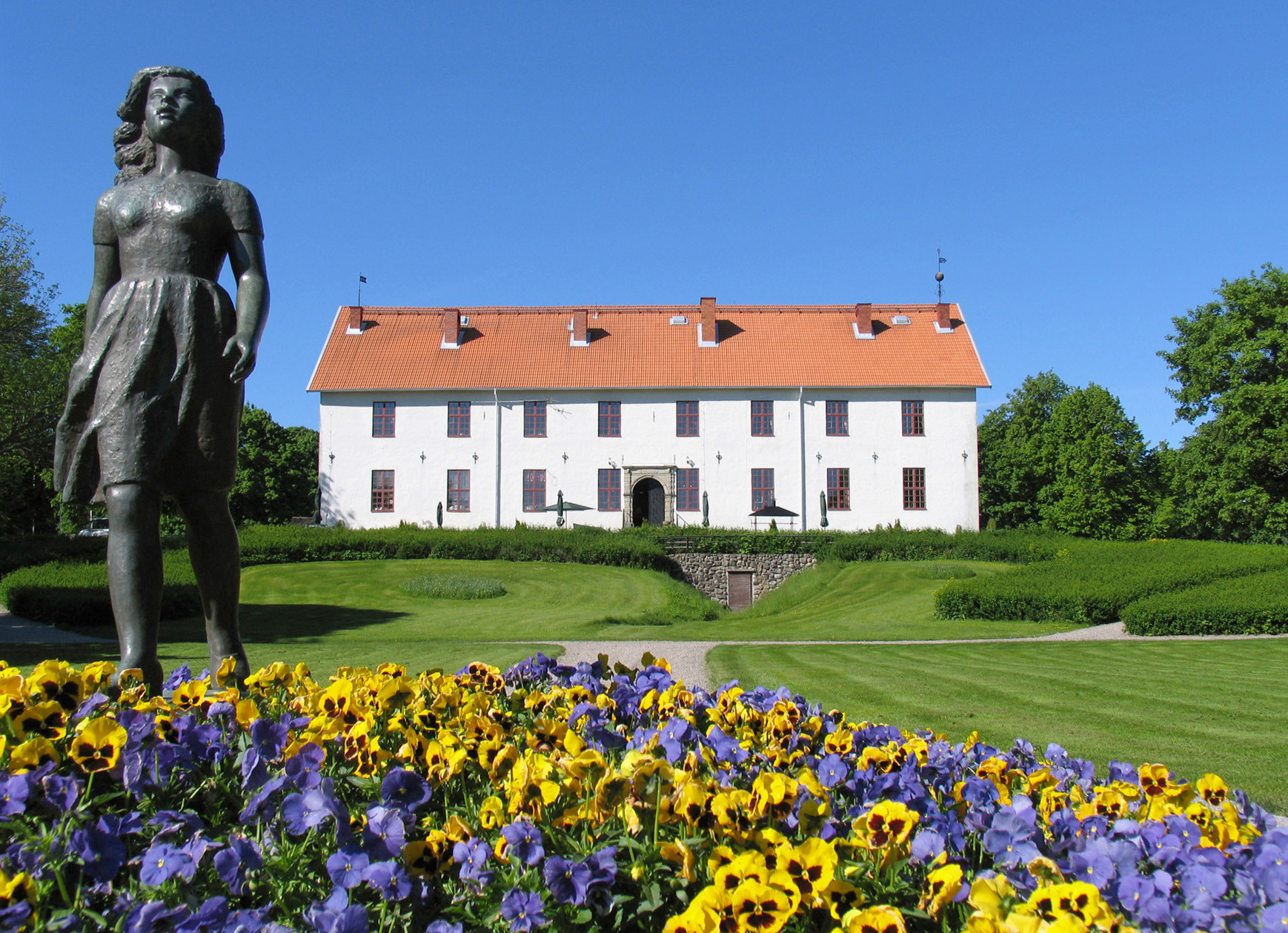
Schloss Sundbyholm, Nordostfassade und Park.

Schloss Sundbyholm ist ein Prachtbau in der schwedischen Gemeinde Eskilstuna in der historischen Provinz Södermanland. Es liegt auf einer Landzunge am See Mälaren.
Im Mittelalter war der Gutshof Sundbyholm Eigentum des Johanniterklosters in Eskilstuna. 1527 wurde das Schloss von der Krone eingezogen. 1629 ließ der Feldmarschall Carl Carlsson Gyllenhielm auf eigene Kosten eine Schule im Schloss einrichten, die als Schwedens erste Volksschule betrachtet wird. Die Schule wurde noch bis 1987 betrieben. Unter Reichsschatzmeister Seved Bååth erhielt das Schloss eine dritte Etage.
Ab dem frühen 18. Jahrhundert wechselte das Schloss oft zwischen den verschiedenen Verwaltern. Am Weihnachtsabend 1774 wurde es bei einem Brand beschädigt. Besondere Verdienste für den Ausbau des Gutes hatte Gustav August Coyet, der zusätzliche 100 Hektar Land kaufte sowie einen Park und Alleen anlegte. 1819 übernahm der Freiherr Salomon Löfvensköld das Gut, neben dem damals verfallenen Schloss ein herrenhofartiges Gebäude errichten ließ.
In den 1890er Jahren bildete Prinz Eugen das Schloss auf seinem Gemälde "Das alte Schloss" ab. Die Besitzerwechsel setzten sich fort, bis die Stadt Eskilstuna das Schloss 1939 kaufte und 1951–1952 renovieren ließ. Es wurde beschlossen, einen Konferenzort einzurichten, der immer noch existiert, wenn auch in Privatbesitz. Das Schlossgebäude ist jedoch weiterhin im Besitz der Stadt Eskilstuna.